# Kruščić
Kruščić (serbocroata cirílico: Крушчић; húngaro: Veprőd; alemán: Weprowatz; ucraniano: Крущіч; rusino: Крущич) es un pueblo de Serbia perteneciente al municipio de Kula en el distrito de Bačka del Oeste de la provincia autónoma de Voivodina.
En 2011 tenía 1852 habitantes. Étnicamente, un tercio de los habitantes son montenegrinos, otro tercio serbios y el tercio restante se reparte entre minorías de magiares, ucranianos, rusinos, croatas y yugoslavos.
Se conoce la existencia del pueblo desde el siglo XVI, cuando era una pequeña aldea del Imperio otomano habitada por serbios y denominada "Veprovac". Tras la reconquista de la zona por el Imperio Habsburgo, en la segunda mitad del siglo XVIII se repobló el asentamiento, siendo la mitad de los nuevos colonos magiares y eslovacos (aunque estos últimos se magiarizaron a lo largo del siglo XIX) y la otra mitad alemanes. Como consecuencia de la expulsión de alemanes tras la Segunda Guerra Mundial, a mediados del siglo XX Veprovac fue repoblado con eslavos procedentes de diversos lugares de Yugoslavia, la mayoría de ellos de la zona de Kolašin en Montenegro, lo que dio lugar a la composición étnica actual del pueblo. El pueblo adoptó su actual topónimo en 1950 en honor a Vukman Kruščić, un militar montenegrino que murió durante la Segunda Guerra Mundial.
Se ubica unos 10 km al oeste de Kula.